# Galatea (sous-marin)
Le Galatea (en français : Galatée) est un sous-marin de la classe Sirena (sous-classe de la Serie 600, en service dans la Marine royale lancé au début des années 1930 et ayant servi pendant la Seconde Guerre mondiale.

## Caractéristiques
La classe Sirena était une version améliorée et élargie des précédents sous-marins de la classe Argonauta. La marine italienne décida de commander la construction de la série Sirena alors que la série Argonauta était encore en cours de construction. Le projet initial n’a été que légèrement retouché, quelques améliorations sont apportées et la forme de la coque dans la partie avant est modifiée avec l'adoption de la proue a squalo (requin), caractéristique de tous les sous-marins du Genio Navale Bernardis.
Des études menées par le principal ingénieur de la marine, Pericle Ferretti, ont abouti à la fabrication, dans les années trente, de l'appareil « ML », précurseur du schnorchel. Ces installations, qui auraient apporté d’importantes améliorations en matière de sécurité, d’autonomie, de rapidité et de capacité d’attaque, ont été fabriquées dans le CRDA de Monfalcone en 1934-1935 et commencé à être équipés sur les type Sirena ; cependant, lorsque l'amiral Antonio Legnani devint commandant des sous-marins de la Marine royale en 1937, il fit enlever et démolir les « ML » car il les considéraient comme superflues.
Ils déplaçaient 691 tonnes en surface et 850 tonnes en immersion. Les sous-marins mesuraient 60,18 mètres de long, avaient une largeur de 4,66 mètres et un tirant d'eau de 4,66 mètres. Leur équipage comptait 36 officiers et hommes d'équipage.
Pour la navigation de surface, les sous-marins étaient propulsés par deux moteurs diesel Tosi de 675 chevaux (503 kW), chacun entraînant un arbre d'hélice. En immersion, chaque hélice était entraînée par un moteur électrique Marelli de 400 chevaux-vapeur (298 kW). Ces moteurs électriques étaient alimentés par une batterie d'accumulateurs au plomb composée de 104 éléments. Ils pouvaient atteindre 14 nœuds (26 km/h) en surface et 7,5 nœuds (13,9 km/h) sous l'eau. En surface, la classe Sirena avait une autonomie de 5 000 milles nautiques (9 300 km) à 8 nœuds (15 km/h). En immersion, elle avait une autonomie de 72 milles nautiques (133 km) à 4 nœuds (7,4 km/h).
Les sous-marins étaient armés de six tubes lance-torpilles de 53,3 centimètres (21 pouces), quatre à l'avant et deux à l'arrière, pour lesquels ils transportaient un total de 12 torpilles. Ils étaient également armés d'un seul canon de pont de 100 mm (3,9 in) (copie du Canon de 10 cm K10 Škoda) à l'avant de la tour de contrôle (kiosque) pour le combat en surface. L'armement anti-aérien consistait en deux ou quatre mitrailleuses Breda Model 1931 de 13,2 mm.

## Construction et mise en service
Le Galatea est construit par le chantier naval Cantieri Riuniti dell'Adriatico (CDRA) de Monfalcone en Italie, et mis sur cale le 18 juillet 1931. Il est lancé le 5 octobre 1933 et est achevé et mis en service le 25 juin 1934. Il est commissionné le même jour dans la Marine royale.

## Historique
Une fois en service, le Galatea  est affecté à la Xe escadrille de sous-marins, basée à Brindisi.
Il est employé dans divers voyages d'entraînement le long de la côte italienne jusqu'en 1937.
Sous le commandement du lieutenant de vaisseau (tenente di vascello) Vittore Raccanelli, le Galatea  participe clandestinement à la guerre civile d'Espagne avec une seule mission, du 22 août au 5 septembre 1937. Au cours de cette mission, il tente de torpiller plusieurs navires marchands, sans résultat.
En septembre 1937, le Galatea  est basé à Tobrouk en Libye.
Après l'entrée de l'Italie dans la Seconde Guerre mondiale, le sous-marin - sous le commandement du lieutenant de vaisseau Bruno Pilli - est envoyé à l'est de Tobrouk, mais il ne voit aucun navire ennemi. Subissant ensuite quelques pannes, il doit rentrer tôt à la base,.
Plus tard, sa base est déplacée de Tobrouk à Leros en Grèce,.
Le 22 mars, dans le cadre des préparatifs de l'opération "Gaudo" - qui aboutit ensuite à la catastrophe du cap Matapan - il est envoyé à 40 milles nautiques (74 km) au sud de Caso et stationne dans cette zone du 25 au 31 mars, sans toutefois détecter d'unités ennemies.
Le 16 mars 1942, le Galatea (sous le commandement du lieutenant de vaisseau Mario Baroglio) repère le voilier motorisé grec Zoodochos Pighi (170 tonneaux de jauge brute), qui navigue, chargé d'essence, près de Beyrouth,. Après l'avoir canonné, il le fait abandonner par l'équipage (qui part sur un canot de sauvetage), l'aborde et place une charge explosive à bord, le faisant couler,. Entre-temps, il a repéré un navire d'escorte ennemi qui cherchait des sous-marins: il s'en approche et tire une torpille sur lui, mais elle manque sa cible,.
Le 21 novembre 1942 (à l'époque, il était commandé par le lieutenant de vaisseau Carlo Gladstone Cruciani), le Galatea aperçoit un navire à vapeur qui se dirige sous escorte au large du cap de Fer et l'attaque avec le lancement de quatre torpilles, qui se révèlent cependant partiellement défectueuses; les autres ne l'atteignent pas de toute façon, car le navire marchand avançait en zigzag,.
Le 7 septembre 1943, dans le cadre du "plan Zeta" pour contrer le débarquement anglo-américain désormais imminent à Salerne (opération Avalanche), il est placé en embuscade entre le golfe de Gaète et le golfe de Paola, avec dix autres sous-marins.
Après l'annonce de l'armistice du 8 septembre 1943 (armistice de Cassibile), il se dirige vers Bona où il se rend aux Alliés,.
Le 16 septembre 1943, avec cinq autres sous-marins, il est transféré à Malte avec l'escorte du destroyer HMS Isis. Le 13 octobre, il quitte l'île, avec quatorze autres sous-marins, pour retourner à Tarente.
Vers la fin octobre 1943, il est stationné à Haïfa, où il participe aux exercices anti-sous-marins alliés jusqu'en novembre 1944..
Désarmé à Tarente, il est mis hors service le 1er février 1948 et - seul survivant des douze unités de sa classe - envoyé à la démolition.
Au total, le Galatea avait effectué 21 missions offensives-exploratoires et 18 missions de transfert, pour un total de 23 041 milles nautiques (42 671 km) de navigation en surface et 4 399 milles nautiques (8 146 km) sous l'eau..